# Gony Point
Der Gony Point ist eine von Tussockgras überwachsene Landspitze an der Südostseite von Bird Island vor der nordwestlichen Spitze Südgeorgiens. Sie liegt 800 m südwestlich des Cardno Point und ragt in den Bird Sound hinein.
Der South Georgia Survey nahm während seiner von 1951 und 1957 dauernden Kampagne Vermessungen vor. Das UK Antarctic Place-Names Committee benannte die Landspitze im Jahr 1963. Im englischsprachigen Seemannsjargon ist Gony eine Bezeichnung für den Wanderalbatros (Diomedea exulans), zu dessen Brutgebieten Bird Island zählt.